# Lepanthes ballatrix
Lepanthes ballatrix är en orkidéart som beskrevs av Carlyle August Luer. Lepanthes ballatrix ingår i släktet Lepanthes och familjen orkidéer. Inga underarter finns listade i Catalogue of Life.